# Хенри Филдинг
Хенри Филдинг (енгл. Henry Fielding; Гластонбери, 12. април 1707 — Лисабон, 8. октобар 1754) је био енглески књижевник.
Филдинг је писац који најјасније показује сутон драме и успон романа у 18. веку. Драме су му сентименталне и поучне или бурлескне, а романи су духовите и уверљиве слике нарави и обичаја тадашње Енглеске. Творац је новог литерарног рода, романа који је ранију узвишеност и метафизику заменио живом свакидашњицом људи оног времена.
Морао је под притиском владе увређене његовим Историјским аналима (1736) да напусти позориште и посвети се новинарству. Касније је написао сатирични роман Авантуре Џозефа Ендрјуза (1742) да би се затим окренуо реалистичном роману Том Џонс, историја једног находа (1749).

## Дела
- „Том Џонс, историја једног находа“,
- „Љубав у неколико маски“,
- „Џозеф Ендрус“,
- „Дневник путовања у Лисабон“,
- „Надридоктор“